# Daniel Falk
Daniel Falk (17. Jänner 1898 in Stanislau, Galizien – 15. Dezember 1990 in New York) war ein österreichischer Geiger, Mitglied der Wiener Philharmoniker, der 1938 aufgrund der Rassenideologie der Nationalsozialisten seine Heimat verlassen und in die Vereinigten Staaten flüchten musste.
Er wurde in das Orchester der Metropolitan Opera aufgenommen und nahm die Staatsbürgerschaft der USA an.

## Leben und Werk
Die Familie flüchtete während des Ersten Weltkrieges vor den Russen aus Galizien. Sein Vater war Magister der Pharmakologie und Apotheker, seine Mutter war Ernestine Falk, geboren am 18. Februar 1868. Er hatte zwei Brüder, Siegmund und Isidor. Die Familie war stark an Bildung und Kultur interessiert. Alle Söhne studierten, Siegmund wurde Ingenieur, Isidor erlangte einen Doktortitel. Zwei Onkel waren Rechtsanwälte. Daniel Falk war in seiner Kindheit ein Wunderkind im Schachspiel.
Von 1914 bis 1920 studierte er Geige an der Wiener Musikakademie. Sein Lehrer war Julius Stwertka, Konzertmeister der Wiener Philharmoniker. Er schloss die Studien mit dem Diplom ab. Am 1. September 1920 wurde er in das Wiener Staatsopernorchester und zugleich in den Verein der Wiener Philharmoniker aufgenommen. Ab 1918 studierte er zusätzlich Rechtswissenschaften an der Universität Wien. Er erlangte seinen Dr. jur. durch Promotion am 9. Juli 1924. Aufgrund seiner jüdischen Herkunft wurde er am 23. März 1938 – wenige Tage nach der Annexion Österreichs an Hitler-Deutschland – von der Wiener Staatsoper zwangsbeurlaubt. Mit Wirkung vom 31. August 1938 erfolgte die Zwangspensionierung. Er flüchtete am 8. September 1938 per Flugzeug in die Schweiz, zwei Tage, bevor die Grenze geschlossen wurde, und am 15. Januar 1940 mit dem Dampfschiff Manhattan von Genua nach New York, wo er neun Tage später ankam. Mutmaßlich aufgrund seines Geburtsortes wurde er in die polnische Immigrationsquote eingerechnet.
Bis November 1940 konnte er, sowohl in der Schweiz als auch in den USA, mangels Arbeitsbewilligung keiner Beschäftigung nachgehen. Er war in diesen zwei Jahren auf Unterstützung von Fluchthilfeorganisationen angewiesen. Danach musste er bis 1943 prekäre und unterbezahlte Jobs annehmen, beispielsweise am Broadway in New York, wo er im Orchester von Merry Widow beschäftigt war, mit Marta Eggerth und Jan Kiepura in den Hauptrollen. Er nahm Arbeit an, wo er sie finden konnte, spielte fünf Monate in Houston, Texas, dann in Kansas City, Missouri, schließlich in Pittsburgh, Pennsylvania. Während er in Amerika ums Überleben kämpfte, wurde in Europa nahezu seine ganze Familie ausgerottet. Das NS-Regime deportierte und ermordete die Mutter, beide Brüder, beide Onkel und die Mehrzahl aller weiteren Verwandten. Der Vater war bereits 1915 verstorben. Auch sein Lehrer Stwertka wurde 1942 Opfer der Shoah, er starb im Konzentrationslager Theresienstadt.
1943 absolvierte er ein erfolgreiches Probespiel beim Metropolitan Opera Orchestra in New York, wo auch drei seiner früheren Kollegen bei den Philharmoniker – Hugo Burghauser, Josef Geringer und Ludwig Wittels – Arbeit fanden. Im Gegensatz zu Wien, wo die Orchestermusiker fest engagiert waren, gab es in New York nur Ein-Jahres-Verträge. Jedes Jahr am 15. März tagte die Konferenz der Dirigenten und entschied über „Leben und Tod“, so Falk. Anfangs war er noch auf Nebenverdienste – beispielsweise in der New York City Opera oder beim Chautauqua Festival – angewiesen, denn während des Krieges dauerte die Saison an der Met nur 16 Wochen. Es folgten ein paar Wochen Tournee, doch dann musste wiederum anderswo Arbeit gesucht werden. Am 18. Juni 1945 wurde ihm die US-Staatsbürgerschaft verliehen. Ende 1946 erhielten alle vertriebenen Philharmoniker, auch Falk, eine offizielle Einladung, „in die Reihen der Wiener Philharmoniker zurückzukehren und den Platz wieder einzunehmen, von dem Sie seinerzeit widerrechtlich vertrieben wurden“. Es wurde der Hoffnung Ausdruck verliehen, „daß Sie uns Gelegenheit geben, einen kleinen Teil des verübten Unrechts wieder gutmachen zu können“. Er antwortete mit einer Reihe von Fragen, die ihm offensichtlich nicht oder nicht befriedigend beantwortet wurden. Daniel Falk blieb 25 Spielzeiten an der Met. Nach seinem Ausscheiden hatte er keinen Anspruch auf Pension. Im November 1963 bekam er vom Fonds zur Hilfeleistung an politisch Verfolgte, die ihren Wohnsitz und ständigen Aufenthalt im Ausland haben, eine Entschädigungszahlung zuerkannt.
Falk blieb unverheiratet.

## Quelle
- Bernadette Mayrhofer: Daniel Falk (Violine II) Geb. 17.1.1898 in Stanislau/Galizien, gest. 15.12.1990 in New York